# Hendrik Adriaan Christiaan Dekker
Hendrik Adriaan Christiaan Dekker (1836, Amsterdam - 1905, Rheden), fou un pintor i litògraf neerlandès del segle xix.

## Biografia
Segons l'RKD, com a pintor fou alumne de Charles Rochussen i com a gravador de Johann Wilhelm Kaiser, a la Rijksakademie van beeldende kunsten a Amsterdam. Fou membre del Pulchri studio i s'autoanomenava Hein, però signava els seus treballs HAC Dekker.